# ザ・コンテンダー
『ザ・コンテンダー』（原題: The Contender）は、2000年制作のアメリカ合衆国のポリティカル・ドラマ映画。タイトルの意味は“闘争者”。ゲイリー・オールドマンは出演と製作総指揮も兼任。

## あらすじ
アメリカ合衆国副大統領が急死した。3週間後、アメリカ合衆国大統領ジャクソン・エヴァンズ（民主党）は後任として女性上院議員レイン・ハンソンを指名する。
彼女は共和党の大物議員オスカー・ビリングスの娘で、自身も共和党から民主党へ鞍替えした経歴の持ち主であった。議員生活10年のベテラン議員だったが、議会内の保守派をはじめ大統領の周囲も疑問や不快感を表す。副大統領への正式な就任には議会の承認が必要となるが、難関は下院司法委員会での聴聞であり、そこは保守派の大物で女性に対して差別的なシェリー・ラニヨン議員（共和党）が牛耳っていた。
ラニヨンはレインの副大統領就任を阻止すべく彼女の攻撃材料集めに奔走、彼女が大学生時代に起こしたセックス・スキャンダルの情報とその証拠写真を入手、聴聞会でレインを追い詰めようとするが、レインは毅然とそれに立ち向かう。
果たして、レインは議会の承認を得て副大統領に就任出来るのか。

## キャスト
※括弧内は日本語吹替
- レイン・ハンソン - ジョアン・アレン（蓬萊照子）： 民主党上院議員。
- シェリー・ラニヨン - ゲイリー・オールドマン（千田光男）： 共和党下院議員。
- ジャクソン・エヴァンズ - ジェフ・ブリッジス（菅生隆之）： アメリカ合衆国大統領。
- レジナルド・ウェブスター - クリスチャン・スレーター（高瀬右光）： 民主党下院議員。
- カーミット・ニューマン - サム・エリオット（小林清志）： 大統領首席補佐官。
- ジャック・ハサウェイ - ウィリアム・ピーターセン（梅津秀行）： バージニア州知事、副大統領候補の本命。
- ジェリー・トリヴァー - ソウル・ルビネック（小室正幸）： 大統領報道官。
- オスカー・ビリングス - フィリップ・ベイカー・ホール（伊井篤史）： 共和党議員、レインの父。
- ウィリアム・ハンソン - ロビン・トーマス（牛山茂）： レインの夫。
- シンシア・チャールトン・リー - マリエル・ヘミングウェイ： ウィリアムの元妻。
- ペイジ・ウィロミナ - キャスリン・モリス： FBI捜査官。

## 評価
レビュー・アグリゲーターのRotten Tomatoesでは131件のレビューで支持率は76%、平均点は6.70/10となった。Metacriticでは35件のレビューを基に加重平均値が59/100となった。

## ノミネート
- 第73回アカデミー賞（2000年）[4]
  - 主演女優賞（ジョアン・アレン）
  - 助演男優賞（ジェフ・ブリッジス）